# Uspomene nevidljivog
Uspomene nevidljivog je 19. epizoda strip serijala Dilan Dog. Objavljena je u bivšoj Jugoslaviji kao specijalno izdanje Zlatne serije u izdanju Dnevnika iz Novog Sada u februaru 1989. godine. Koštala je 2.500 dinara (0,37 $; 0,68 DEM). Imala je 94 strane.

## Originalna epizoda
Naslov originalne epizode glasi Memorie dall'invisibile. Objavljena je premijerno u Italiji 01.04.1988. Epizodu je napisao Ticiano Sklavi, a nacrtao Giampiero Casertano. Naslovnicu je nacrtao Klaudio Vilja.

## Kratak sadržaj
Nepoznata osoba u belom kišnom mantilu nožem je iskasapio prostitutku Ajlen. Njena prijateljica Bri Danijels dolazi kod Dilana da ga zamoli da istraži slučaj. Ovo je već sedma žrtva nepoznatog ubice. Sve su bile prostitutke. Blokov Skotland Jard se čini nemoćnim.

## Obrnuto osnosimetrična naslovna stanica
Ovo dnevnikovo izdanje karakteristično je po obrnuto osnosimetričnoj naslovnoj strani, tako da ubica drži nož u desnoj ruci. Na originalnoj naslovnoj strani, ubica drži nož u levoj ruci, što ukazuje na to da je možda levoruk. Moguće je da se uredništvo Dnevnika odlučilo za ovo obrtanje, jer je ubica u epizodi zapravo desnoruk, a ne levoruk.

## Prethodna i naredna sveska
Prethodna sveska nosila je naslov Njujork, Njujork (#18), a naredna Motel Bejts (#20),

## Repriza epizode
Veseli četvrtak je dva puta reprizirao ovu epizodu. Prvi put u okviru kolekcije Dilan Dog #7, koja je izašla 22. apriola 2010. godine. Drugi put je epizoda reprizirana u luksuznom izdanju 31. oktobra 2024. Cena izdanja je iznosila 2.960 dinara (25,2 €).